# Lisdexamfetamine
Lisdexamfetamine wordt gebruikt als geneesmiddel bij de behandeling van ADHD. Lisdexamfetamine is een inactieve prodrug van dexamfetamine. Als lisdexamfetamine na hydrolyse in het lichaam is omgezet tot dexamfetamine heeft dit op het centraal zenuwstelsel een stimulerende werking. Het tweede hydrolyseproduct is lysine, een essentieel aminozuur, dat of in de eiwitsynthese ingezet kan worden, of in een metabole route energie levert.